# Mèo Peterbald

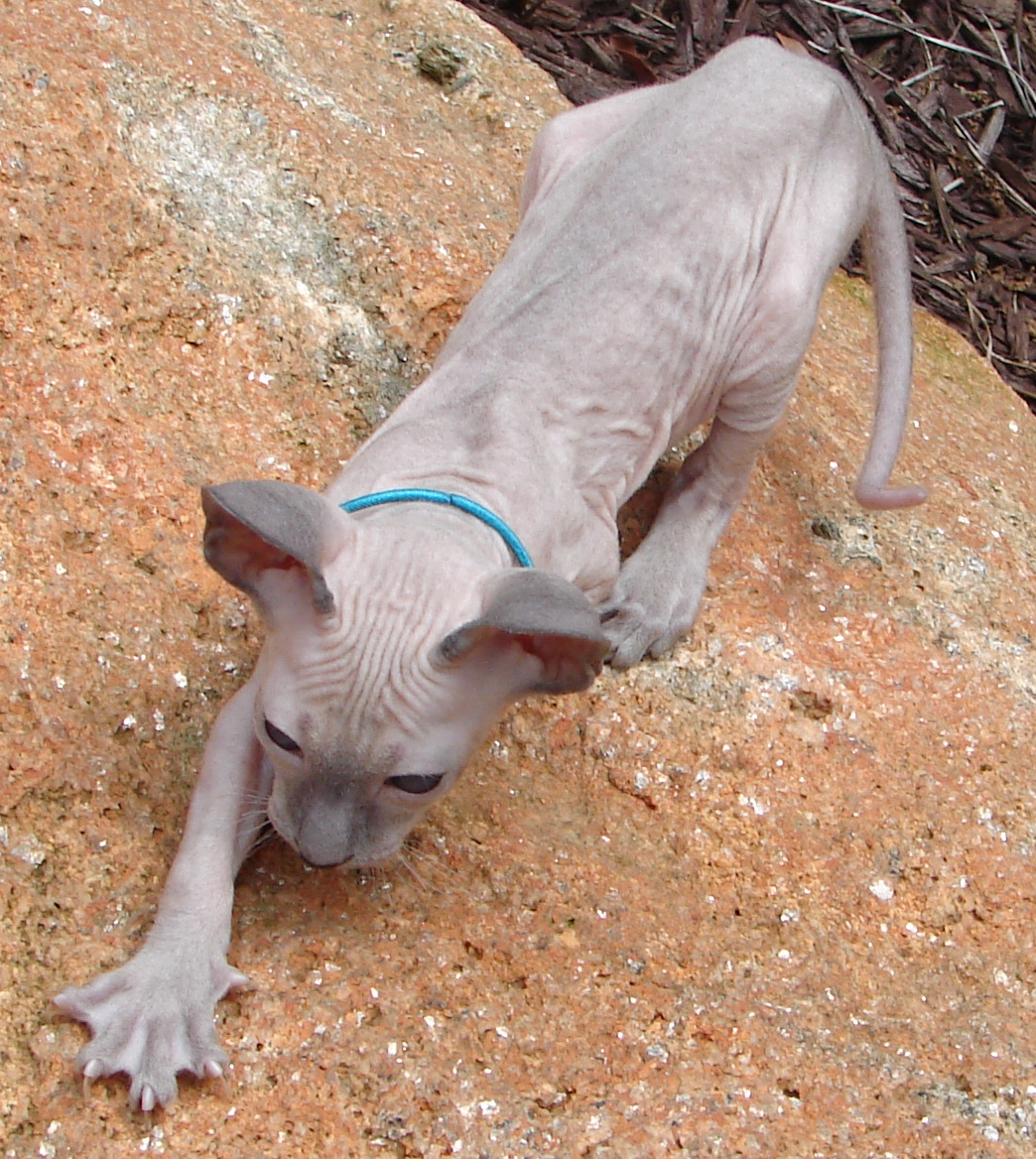
Mèo Peterbald

Mèo Peterbald là một giống mèo nhà có nguồn gốc từ nước Nga, nó được lai tạo ra tại St Petersburg vào năm 1994 do công của nhà lai tạo Olga S. Mironova, được biết đến là một trong những giống mèo hiếm và đắt nhất hành tinh. Chúng ấn tượng bởi bộ lông độc đáo và dáng vẻ thanh lịch hiếm có.

## Lịch sử
Năm 1988, con mèo đầu tiên với bộ lông không giống như những loài mèo khác đã được phát hiện tại thành phố Rostov trên sông Đông của Nga. Lần đầu tiên chúng được gọi là mèo Don Sphynx, sau đó chúng được xuất khẩu sang châu Âu và trong một thời gian ngắn. Những chú mèo con được sinh ra với bộ lông bất thường, đặc điểm không lông này có được do loài mèo này mang trong mình một gen trội, khác hẳn với mèo Sphynx mang gen lặn. Đên năm 1994, một con mèo lông ngắn phương Đông (Oriental Shorthair) đã được lai tạo với mèo Don Sphynx. Kết quả của sự lai tạo này là sự xuất hiện một giống mèo mới với tên gọi Peterbald. Năm 2005, mèo Peterbald được Hiệp hội mèo quốc tế (TICA) công nhận.

## Đặc điểm
Mèo Peterbald nổi bật với một cơ thể hoàn toàn không có lông hoặc có nhưng rất ngắn, ôm sát, chỉ hơi dài ở trên mặt và tứ chi. Bộ lông của chúng có thể thay đổi theo thời gian. Peterbald là giống mèo có kích thước trung bình, nhỏ hơn so với Oriental Shorthair nhưng lại nặng hơn nhiều. Cơ thể là và hình ống, bụng cơ bắp. Đầu của chúng là một hình nêm tam giá lớn, đôi tai quá khổ mở rộng bên dưới góc hàm. Mõm cùn, cằm phát triển tốt. Đôi mắt có hình quả hạnh, rộng và đẹp. Cổ dài và thanh mảnh, các chân dài và thẳng. Đuôi chúng dài và mềm dẻo.
Giống mèo Peterbald thông minh, mạnh mẽ, nó sẽ giúp thư giãn với những trò nghịch ngợm của chúng. Chúng cũng rất năng động, thân thiện và có bản tính tò mò. Peterbald hòa đồng với những vật nuôi khác trong nhà, thích được rúc trong chăn và được âu yếm, vuốt ve. Khi nuôi cần cho chúng ăn đầy đủ chất dinh dưỡng và một khẩu phần ăn hợp lý, có thể cho chúng ăn 4-5 lần mỗi ngày. Đây là giống mèo ăn khá nhiều. Ngoài ra, cần tắm cho chúng thường xuyên, ít nhất mỗi tuần một lần để làm sạch các bụi bẩn và dầu tích lũy trên da, tránh những bệnh viêm nhiễm.